# Vallegrande
Vallegrande é uma cidade da Bolívia localizada no departamento de Santa Cruz. No censo realizado em 2001 possuia 7.793 habitantes. Vallegrande foi fundada em 30 de Março de 1612 pelo ruralista Lucio Escalante. Vallegrande, originalmente, tinha como nome "Jesús y Montes Claros de los Caballeros".
A cidade se tornou mundialmente famosa porque nela foi achada a ossada do revolucionário Ernesto Che Guevara em 1997. Além disso, a cidade está bastante próxima de onde o grupo guerrilheiro de Che se estabeleceu em 1960 e perto de onde Ernesto teria sido morto.
A cidade encontra-se a 2 030 metros acima do nível do mar e é fronteiriça com a cordilheira dos Andes. Possui um povo culturalmente rico em lendas e tradições.
Coordenadas: 18° 29' 22.95" S, 64° 06' 28.9" O